# Franklin Graham
William Franklin Graham III, connu comme Franklin Graham, né le 14 juillet 1952, est le président de la Billy Graham Evangelistic Association (BGEA) et de Samaritan's Purse.

## Biographie
William Franklin Graham III est né le 14 juillet 1952 à Asheville (Caroline du Nord) de Billy Graham et de Ruth Graham. En 1970, Graham a fréquenté l’Université LeTourneau à Longview (Texas), mais il a été expulsé de l'école pour avoir fréquenté une camarade de classe après le couvre-feu. En 1973, Graham a rencontré Robert Pierce président de Samaritan's Purse, et ils ont fait plusieurs visites de projets humanitaires et de partenaires missionnaires dans le monde. Il a étudié au Montreat-Anderson College et a obtenu un associate degree en 1974. Cette même année lors d’un voyage à Jérusalem, il affirme s’être repenti de ses péchés et avoir vécu une nouvelle naissance. Il a étudié en affaires à l’université d'État des Appalaches et a obtenu un Bachelor of Arts en 1978 .
Il est ordonné pasteur en 1982 par la Grace Community Church à Tempe (Arizona), une église non confessionnelle. 

### Ministère
En 1979, il devient le président de Samaritan's Purse . En 1995, il devient vice-président de la Billy Graham Evangelistic Association et président en 2000 .
Le 20 janvier 2025, lors de la cérémonie d’investiture de Donald Trump et JD Vance, il délivre avec l’archevêque de New York Timothy Dolan la prière d’invocation au sein du Capitole, lui au nom des protestants, et Timothy Dolan au nom des catholiques.

### Positions politiques
Sioniste chrétien, Franklin Graham est un partisan inconditionnel de l’État d’Israël face aux Palestiniens. Il est reçu le 20 novembre 2023, pendant la guerre entre Israël et la bande de Gaza de 2023-2024, par Benyamin Netanyahou, pour qui il demande à tous ses fidèles de prier, car il mène « Israël, le peuple de Dieu » dans cette « guerre du bien contre le mal ».

## Vie privée
Il s’est marié avec Jane Austin Cunningham en 1974. Ils ont quatre enfants.